# Bill Anthony
William 'Bill' Anthony (New York, 28 maart 1930) is een Amerikaanse jazzbassist.
Anthony studeerde bas en cello bij Clyde Lombardi en speelde rond 1950 in de bigband van Buddy DeFranco. Daarna volgden korte periodes bij Georgie Auld (1951), Charlie Spivak (1952), Jimmy Dorsey (1953), Gerry Mulligan (1954), Stan Getz (waarvoor hij ook op plaatopnames meespeelde, 1955) en Claude Thornhill (1956-1957). Verder werkte hij mee aan opnames van onder meer Zoot Sims en Johnny Williams.